# Centaurea kunkelii
Centaurea kunkelii — вид квіткових рослин айстрових (Asteraceae). Ендемік пд.-сх. Іспанії.

## Середовище
Наразі відомий лише з Сьєрра-де-Гадор, вапнякового хребта на південно-східній крайній частині Андалусії, Іспанія.

## Морфологічна характеристика
Суброзетковий напівкриптофіт (18–25–40–45) см заввишки, зі столоновим кореневищем. Листки світло-зелені, рідко шерстисті з перегородчастими волосками, дрібно залозисті. Нижні листки 9–25 × 3–11 см. Стеблові листки 3–9 × 1.2–4 см. Квіткові голови кінцеві, поодинокі, майже кулясті, 2–3 × 2–2,5 см без квіток. Квіточки темно-жовті; зовнішні безплідні, зі змінною кількістю (2–4) пелюсток, 6–5,5 × 1 мм, лінійні, загострені; внутрішні квітки плідні, двостатеві. Ципсела довгаста, 5,7–6,5 × 2,5–3 мм, стиснута, насичено-коричнева з чорними або майже чорними плямами. Папус подвійний, білуватий.